# 布拉夫冰原島峰
76°31′S 162°27′E / 76.517°S 162.450°E
布拉夫冰原島峰（英語：Brough Nunatak），是南極洲的冰原島峰，位於維多利亞地的斯科特海岸，處於埃文斯山麓冰川西北部，現時由南極條約體系管理。